# 伊藤絵理香
伊藤 絵理香（いとう えりか、1981年4月14日 - ）は、日本の元グラビアアイドル。千葉県出身。アーティストハウス・ピラミッドに所属し、1999年から2000年代前半を中心に芸能活動を行った。

## 人物・略歴
デビュー当時のサイズはB84・W57・H83(Bカップ)
- 1999年に日テレジェニック1999に選ばれた。
- 2002年後半から2003年前半にかけて、当時同じアーティストハウス・ピラミッド所属の相楽のり子、熊田曜子らと共に「P-GIRL」としてグラビア活動を行っていた。
- 現在は同事務所を退所している。
- 趣味はカラオケ・人間観察、特技は笑うこと、好きな食べ物はオムライス・納豆・サラダ、嫌いな食べ物はサンマの皮。

## 主な出演作品

### テレビドラマ
- HAPPY SALVAGE ハッピィサルベージ（2000年、テレビ朝日）- 吉野ミキ役
- G-taste（2001年、テレビ朝日）- 第2回・純役
- 天国に一番近い男 教師編（2001年、TBS）- 三巻ケイコ役
- 氷点2001（2001年、テレビ朝日）
- 塩カルビ（2002年、TVK・KBS）

### バラエティ
- 志村&所の戦うお正月(2000年1月1日)-巨乳VS美乳対決で川村ひかる、川村亜紀、久留須ゆみ、小川まるみ、八木沼真由子、宮澤寿梨らと共演。
- GameWave（2000年、テレビ東京他） 6代目アシスタント

## 書籍

### 写真集
- 伊藤絵理香（1999年2月、竹書房） ISBN 4812404525
- E.motion - 伊藤絵理香写真集（1999年2月、ぶんか社） ISBN 4821122618 撮影：小池伸一郎
- 恋写リセ8 どこかにつれてって - 伊藤絵理香写真集（1999年7月、テイアイエス/パパラブックス） ISBN 4886182003 撮影：野村誠一
- 伊藤絵理香写真集 So Cute!（2000年4月、ソフトガレージ） ISBN 4921068550 撮影：木村智哉

### ビデオ・DVD
- 伊藤絵理香（1999年2月）
- 日テレジェニック'99 伊藤絵理香 Planetors（2000年1月、バップ）
- 伊藤絵理香 So Cute!（2000年6月、キングレコード）
- ときめきアイドル白書62 谷理沙＆伊藤絵理香 ERISA（2001年3月、メディア・クライス） ISBN 4894618044
- My Room 伊藤絵理香（2002年4月、GPミュージアムソフト）